# 아르토리아 펜드래건
아르토리아 펜드래건(일본어: アルトリア・ペンドラゴン) 또는 알트리아 펜드래건(영어: Altria Pendragon)은 Fate 시리즈에 등장하는 여성 캐릭터이다. 2004년 Fate 시리즈의 첫 작품인 Fate/stay night부터 등장하기 시작하여 지금은 Fate 시리즈의 마스코트 역할을 하고 있다. Fate 시리즈 세계관에서 아르토리아 펜드래건은 아서 왕 전설에 등장하는 아서왕이자 동시에 그 모티브가 된 역사상의 실존 인물이라는 설정이며, 아서 왕 전설의 아서왕과 달리 여성으로 등장한다. 이름인 아르토리아 또한 아서왕의 이름 중 하나인 "아르토리우스"를 여성형으로 변환한 것이다.

## 보구

### 엑스칼리버
빛의 검. 사람이 만든 무기가 아닌, 별에서 담금질된 신조병장.'성검' 카테고리 안에서는 정점에 선 보구이다. 소유자의 마력을 '빛'으로 변환하고 집속·가속시킴으로써 운동량을 증대시켜 신령 급의 마술을 가능케 하는 성검.

### 아발론
엑스칼리버의 칼집. 소유자의 상처를 낫게하고 노화를 정지시키는 능력이 있다. 칼집을 전개해서, 자신을 요정향에 두는 것을 통해 모든 물리간섭을 차단할 수 있다. 마법 중 하나, 평행세계로부터 오는 간섭조차도 막아낸다.

### 칼리번
바위에 꽂힌 선정의 검. 전투용 검이 아닌 의식용 검에 가까워 무기의 성능은 엑스칼리버보다 뒤떨어진다. 과거 부러진 적이 있기 때문에 죽지 않고 서번트로 소환된 세이버는 칼리번이 없다.

### 인비저블 에어
엑스칼리버를 감싼 바람의 칼집. 마력을 사용해 무기를 보이지 않게만든다. 엑스칼리버의 진명개방을 할려면 무조건 인비저블 에어를 해제 후 개방해야 한다